# Олів'є Гес
Олів'є Гес, Ольів'є Ґес (фр. Olivier Guez; нар. 15 червня 1974, Страсбург) — французький письменник, журналіст і сценарист.

## Біографія
Народився у Страсбурзі 15 червня 1974 року, співпрацює з газетами Le Monde та New York Times, а також з тижневиком Le Point.
Після навчання навчання у Страсбурзькому інституті політичних досліджень, Лондонській школі економіки та політичних наук та Коледжі Європи в Брюгге, він був незалежним кореспондентом багатьох міжнародних засобів масової інформації, що висвітлюють полії у Латинській Америці, Європі та на Близькому Сході.
Автор історико-політичних нарисів, він дебютував у художній літературі у 2014 році з романом «Les Révolutions de Jacques Koskas», а у 2016 році виграв Deutscher Filmpreis за найкращий сценарій разом із режисером Ларсом Крауме.
Роман «Зникнення Йозефа Менгеле» присвячений втечі та життю німецького військового злочинця Йозефа Менгеле, у 2017 році був удостоєний Премії Ренодо.